# Fosse no 8 - 16 des mines de Courrières
La fosse no 8 - 16 dite Gabriel Portier ou fosse de Courrières de la Compagnie des mines de Courrières est un ancien charbonnage du Bassin minier du Nord-Pas-de-Calais, situé à Courrières. Elle entre en exploitation quelques années après le début de son fonçage ayant eu lieu en avril 1899. Le puits no 16 est ajouté en 1906. Des cités sont construites à proximité de la fosse, et les terrils nos 210 et 210A sont édifiés à proximité. La fosse est détruite durant la Première Guerre mondiale.
La Compagnie des mines de Courrières est nationalisée en 1946, et intègre le Groupe d'Hénin-Liétard, mais la fosse no 8 - 16 est rattachée au Groupe d'Oignies. Elle est renommée fosse no 16 - 18 et cesse d'extraire en 1948. Elle est ensuite utilisée pour assurer l'aérage de la fosse no 10 du Groupe d'Oignies. En 1958, l'aérage change de sens. Une tour en béton armé haute de quatorze mètres remplace le chevalement du puits no 8. Le puits no 16 est remblayé en 1963, le puits no 8 l'est en 1974. Les installations sont ensuite détruites, et les terrils exploités.
Une zone industrielle prend place sur le carreau de fosse. Au début du XXIe siècle, Charbonnages de France matérialise les têtes des puits nos 8 et 16. Les cités n'ont pas été rénovées, les terrils sont des espaces naturels.

## La fosse

### Fonçage
La fosse no 8, également nommée fosse de Courrières, est ouverte à partir d'avril 1899 à cent mètres au sud du canal de la Haute Deûle, et à 500 mètres à l'est de la jonction avec le canal de Lens. Elle est située à 2 543 mètres au nord-nord-est de la fosse no 1.
L'orifice du puits est situé à l'altitude de 24,65 mètres,. La tête du niveau d'eau est à 65 centimètres de profondeur. Le puits est foncé avec le même procédé qu'à la fosse no 5. Le diamètre utile du puits est de 4,60 mètres. Le terrain houiller est atteint à la profondeur de 142,60 mètres,.

### Exploitation
Après que la fosse est mise en extraction, les accrochages sont établis aux profondeurs de 172, 218 et 264 mètres. Le premier est affecté à l'aérage, pour le retour d'air, les deux autres servent à l'extraction. Le puits est profond de 365,55 mètres. Le puits no 16 est ajouté en 1906, à 72 mètres à l'ouest du puits no 8. La fosse est détruite durant la Première Guerre mondiale.
La Compagnie des mines de Courrières est nationalisée en 1946, et intègre le Groupe d'Hénin-Liétard, mais la fosse no 8 - 16 est rattachée au Groupe d'Oignies, comme la fosse n° 24 - 25. Elle est renommée fosse no 16 - 18, pour éviter la confusion avec la fosse no 8 - 8 bis des mines de Dourges à Évin-Malmaison. La fosse no 16 - 18 cesse d'extraire en 1948. Elle assure ensuite l'aérage de la fosse no 10 du Groupe d'Oignies, sise à Dourges à 2 380 mètres au sud-est.
La fosse no 16 - 18 est entrée d'air, puis, lorsque de nouveaux ventilateurs sont installés en 1958, elle devient retour d'air. Le chevalement du puits no 8 est alors détruit et remplacé par une tour en béton armé haute de quatorze mètres. Le puits no 16, profond de 350 mètres, est remblayé en 1963. Une station de dégazage est mise en place en 1967. Le puits no 8, profond de 365,55 mètres, est remblayé en 1974. Ses ventilateurs sont démontés puis remontés à la fosse no 9 des mines de Lens à Lens.

### Reconversion
Au début du XXIe siècle, Charbonnages de France matérialise les têtes des puits nos 8 et 16. Le BRGM y effectue des inspections chaque année. Le carreau de fosse est devenu une zone industrielle. Il ne subsiste rien de la fosse.

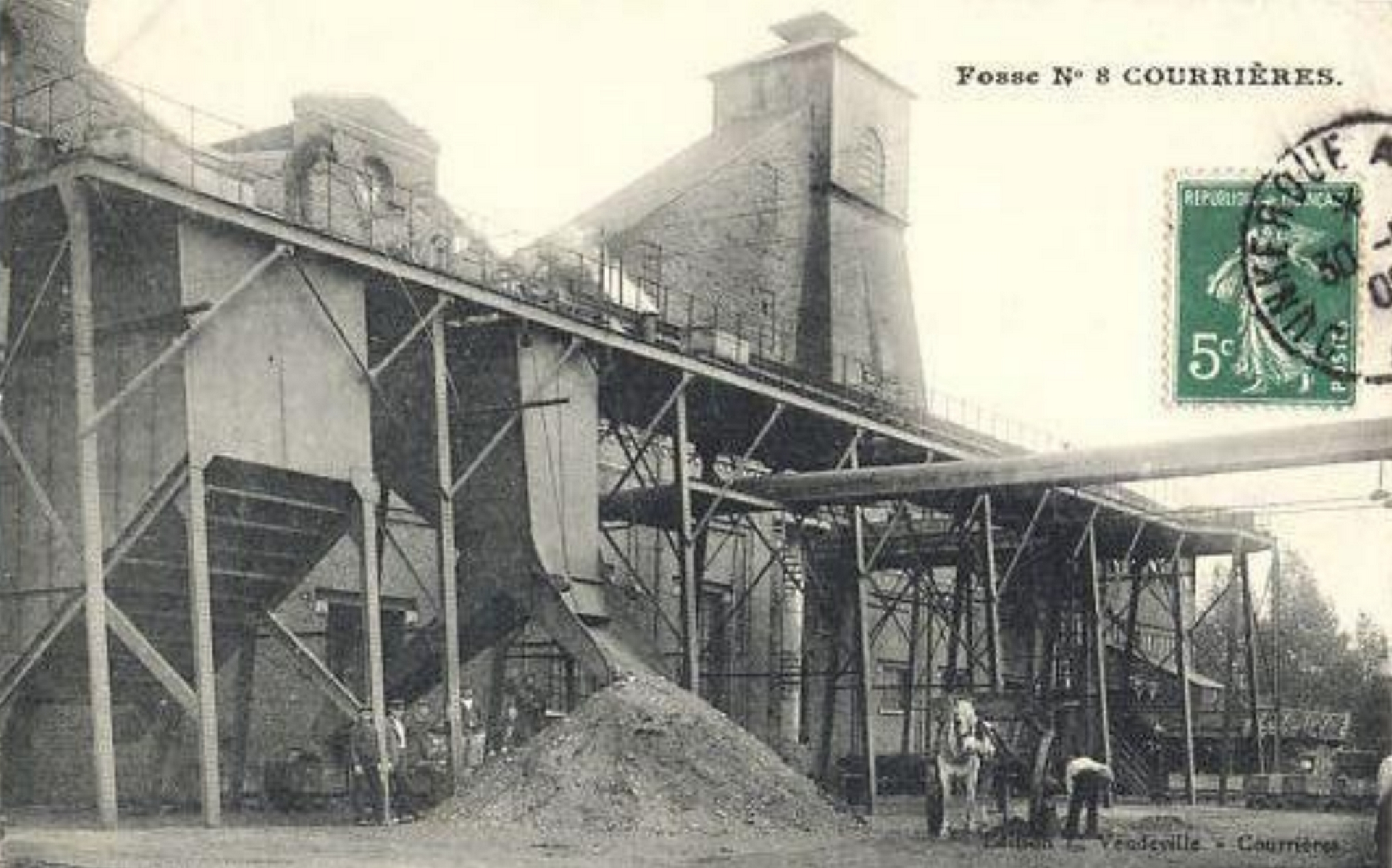
Le puits no 8.
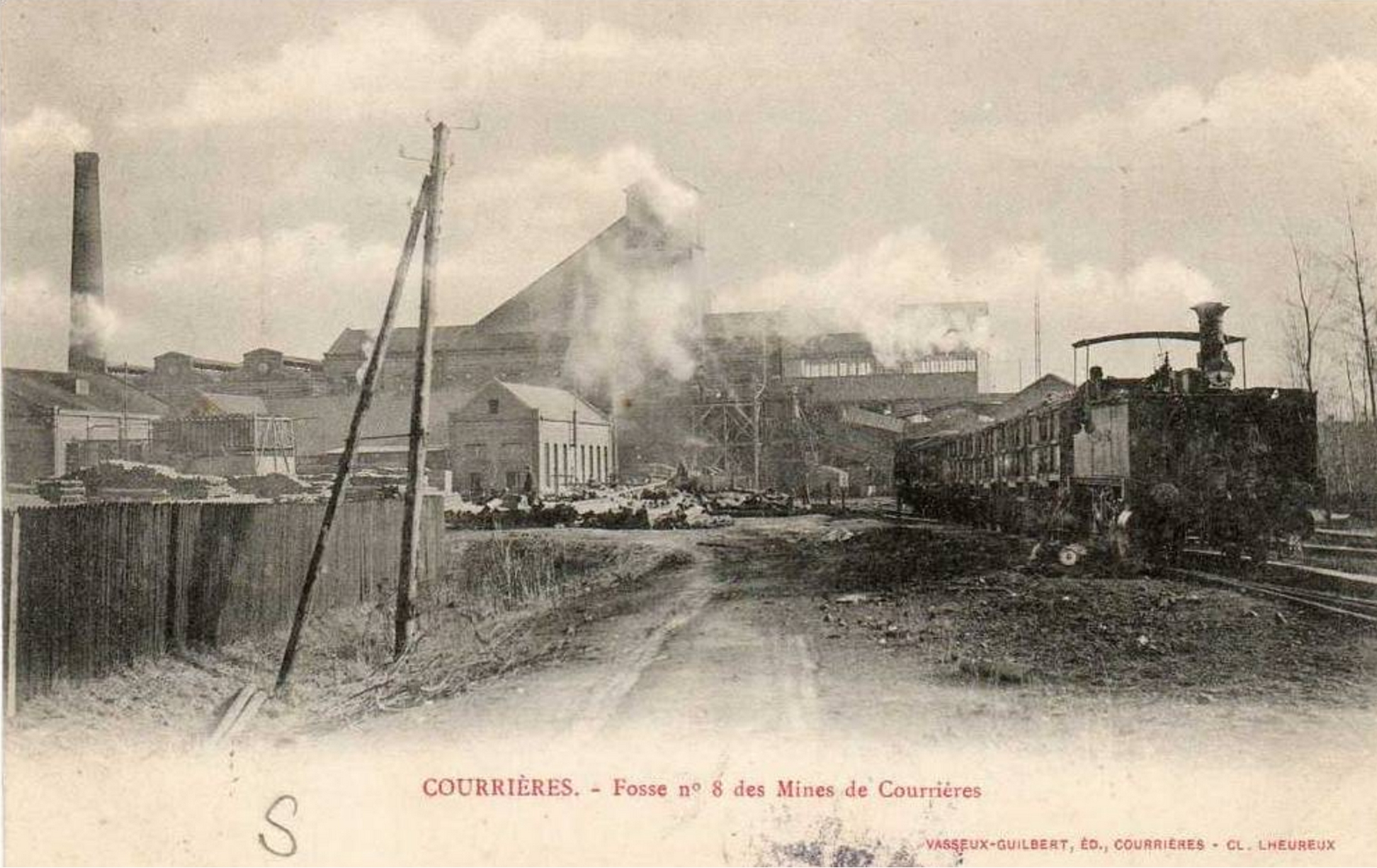
Le puits no 8.
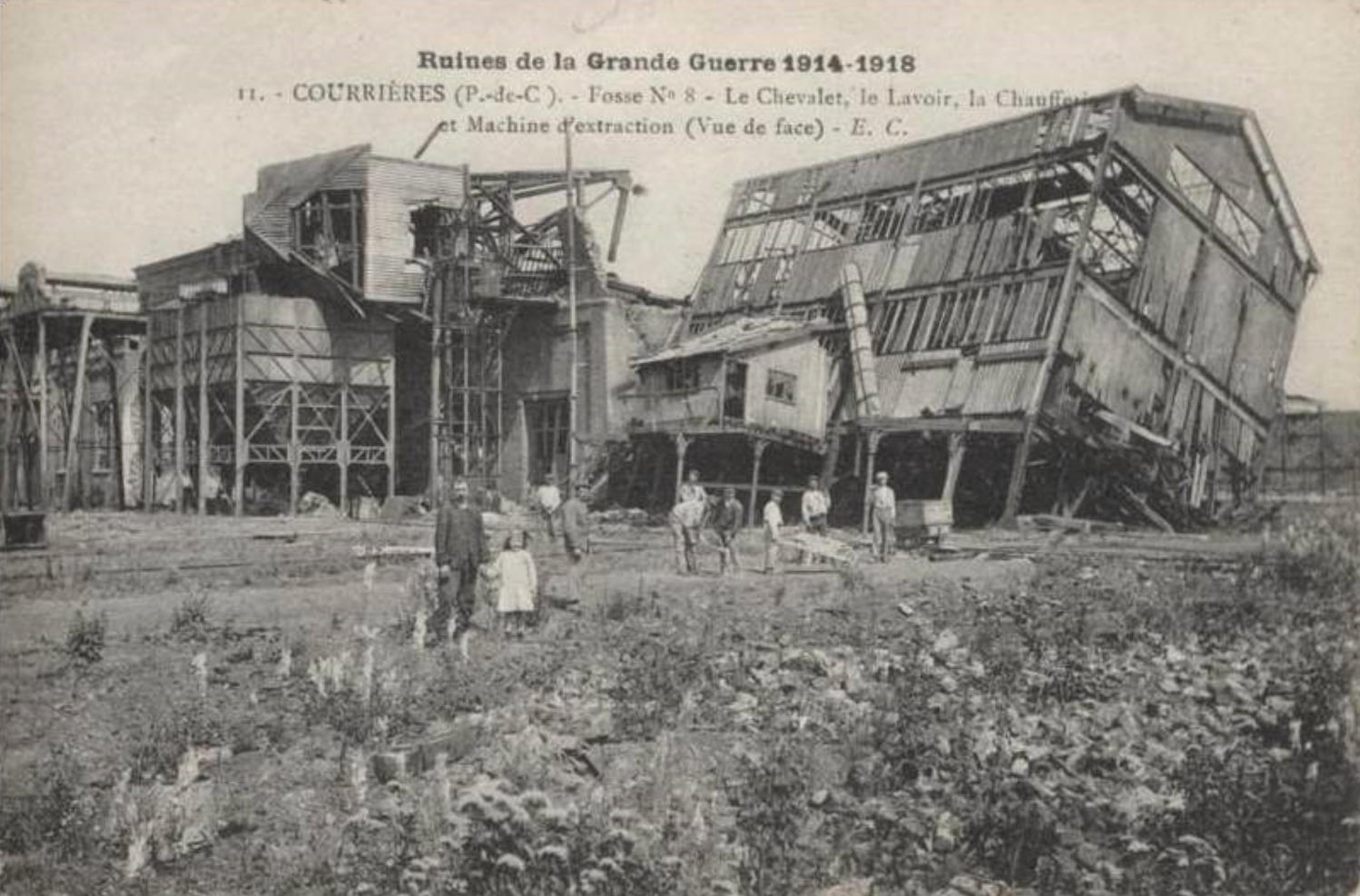
Le chevalement du puits no 8, le lavoir et la chaufferie après la guerre.
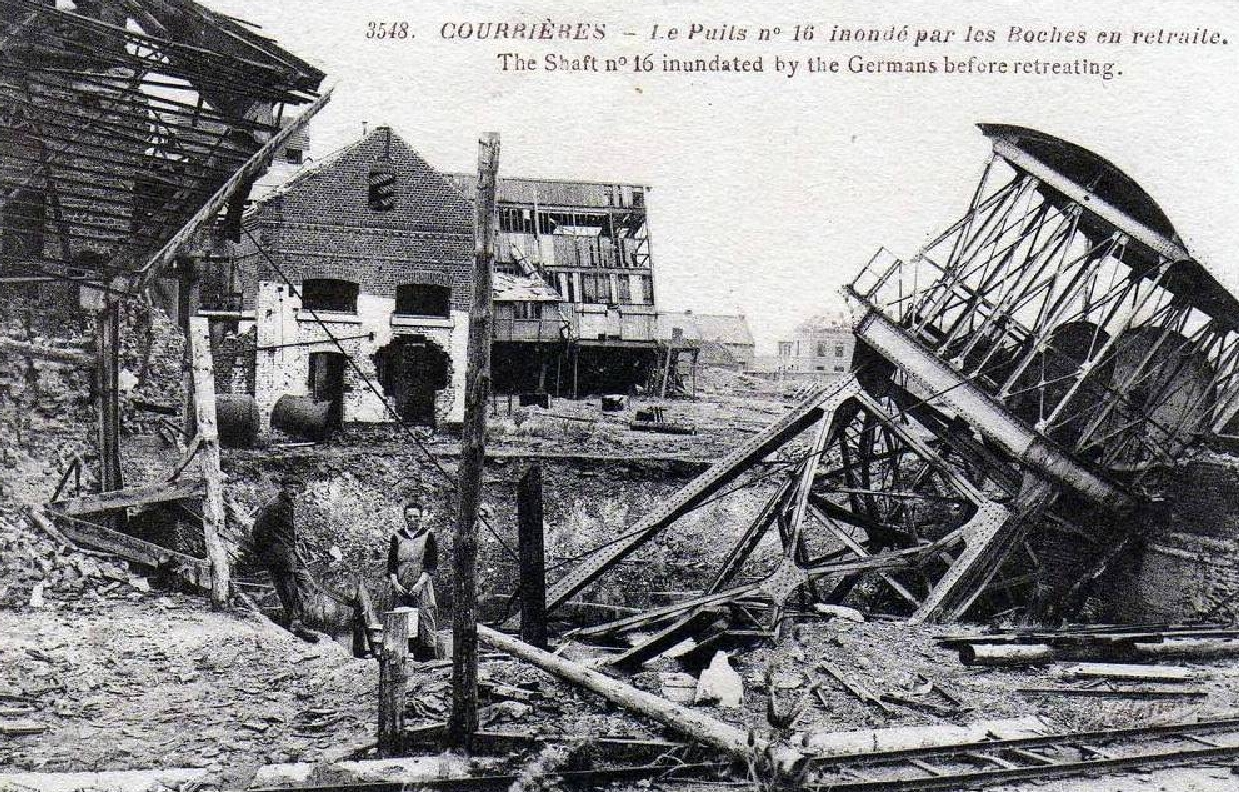
Le puits no 16 détruit.
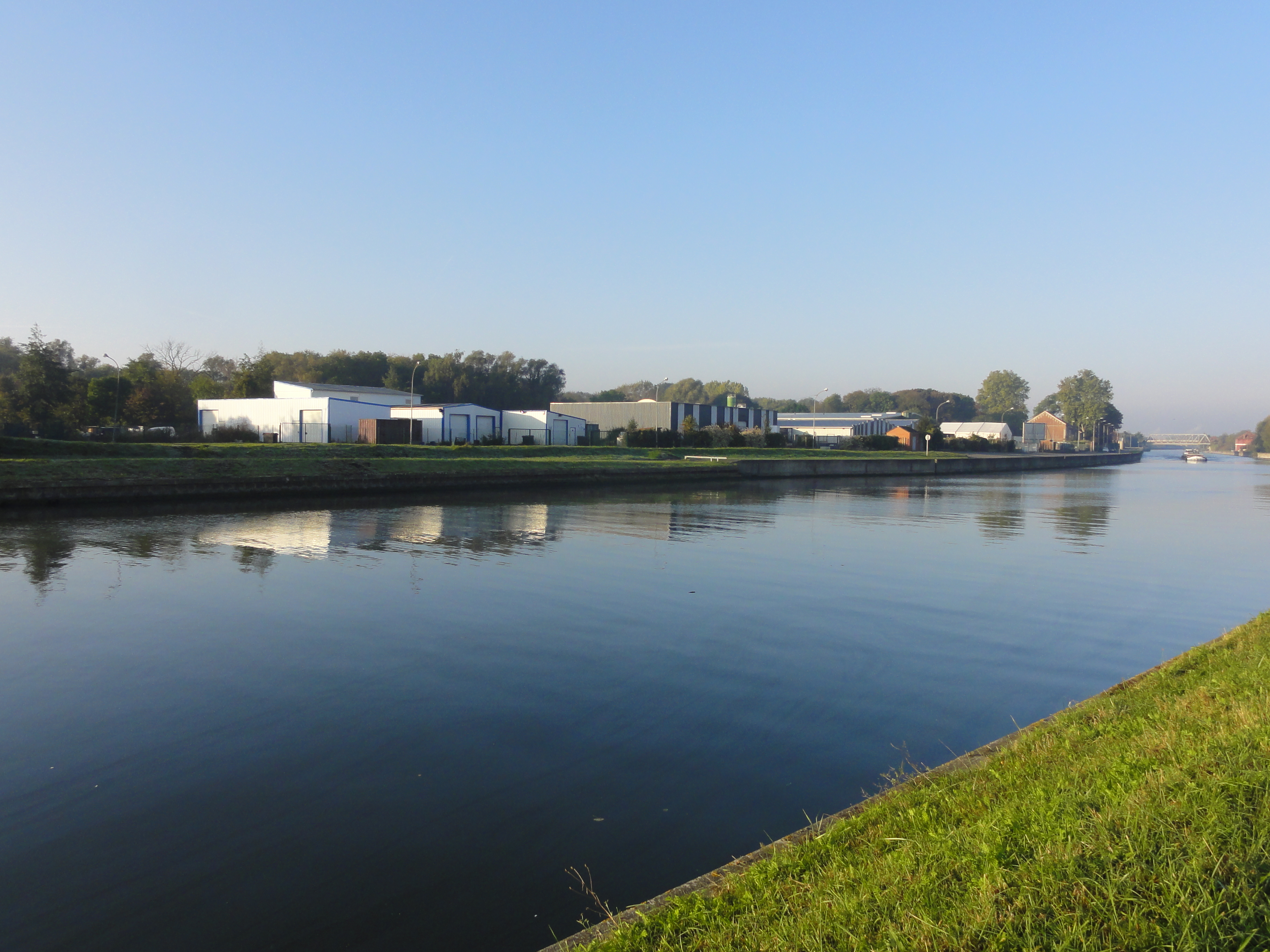
Le carreau de fosse en 2011.

## Les terrils
Deux terrils résultent de l'exploitation de la fosse.

### Terrilno210, 16 - 18 d'Oignies
50° 28′ 08″ N, 2° 57′ 31″ E

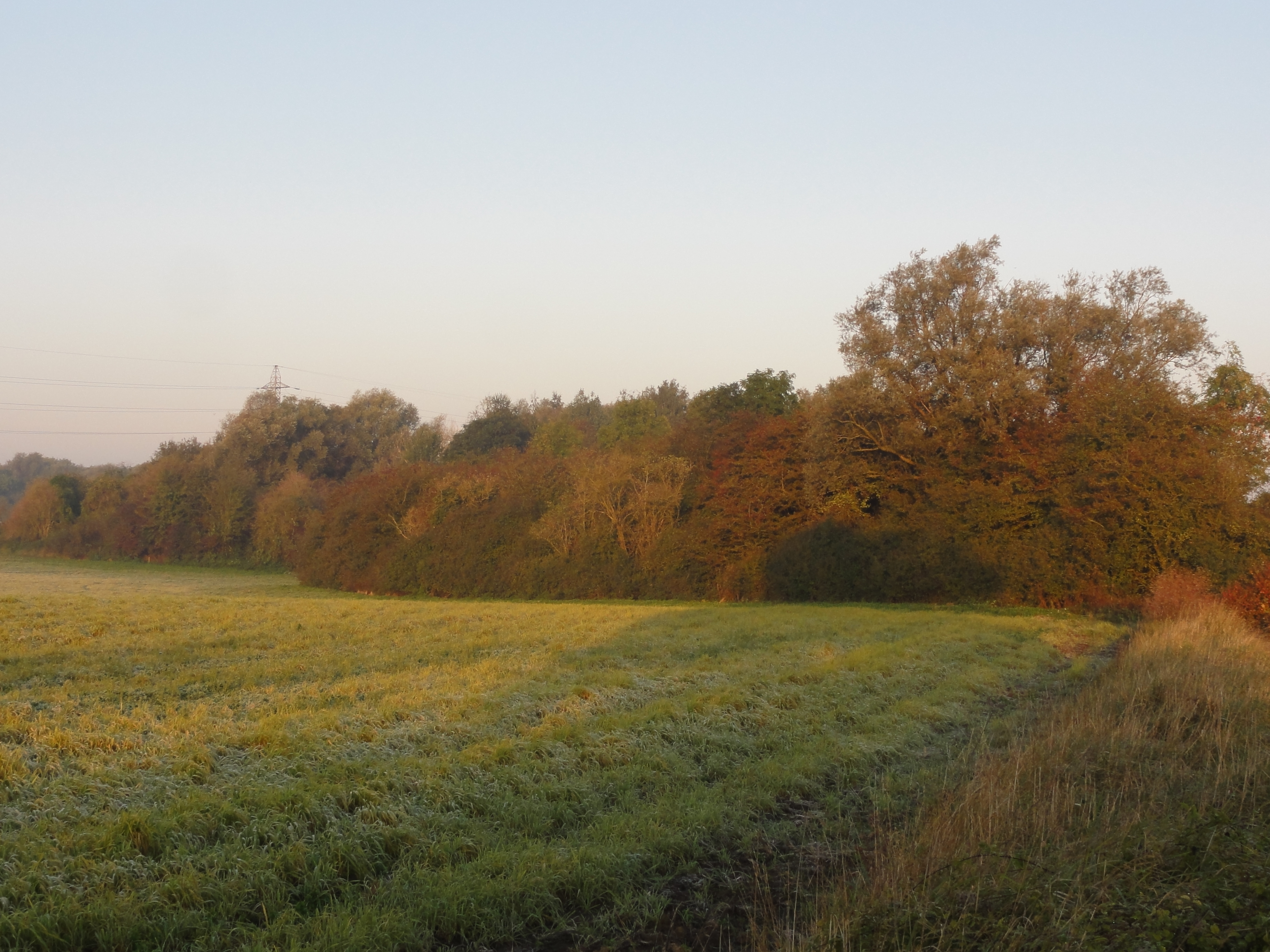
Le terril no 210.

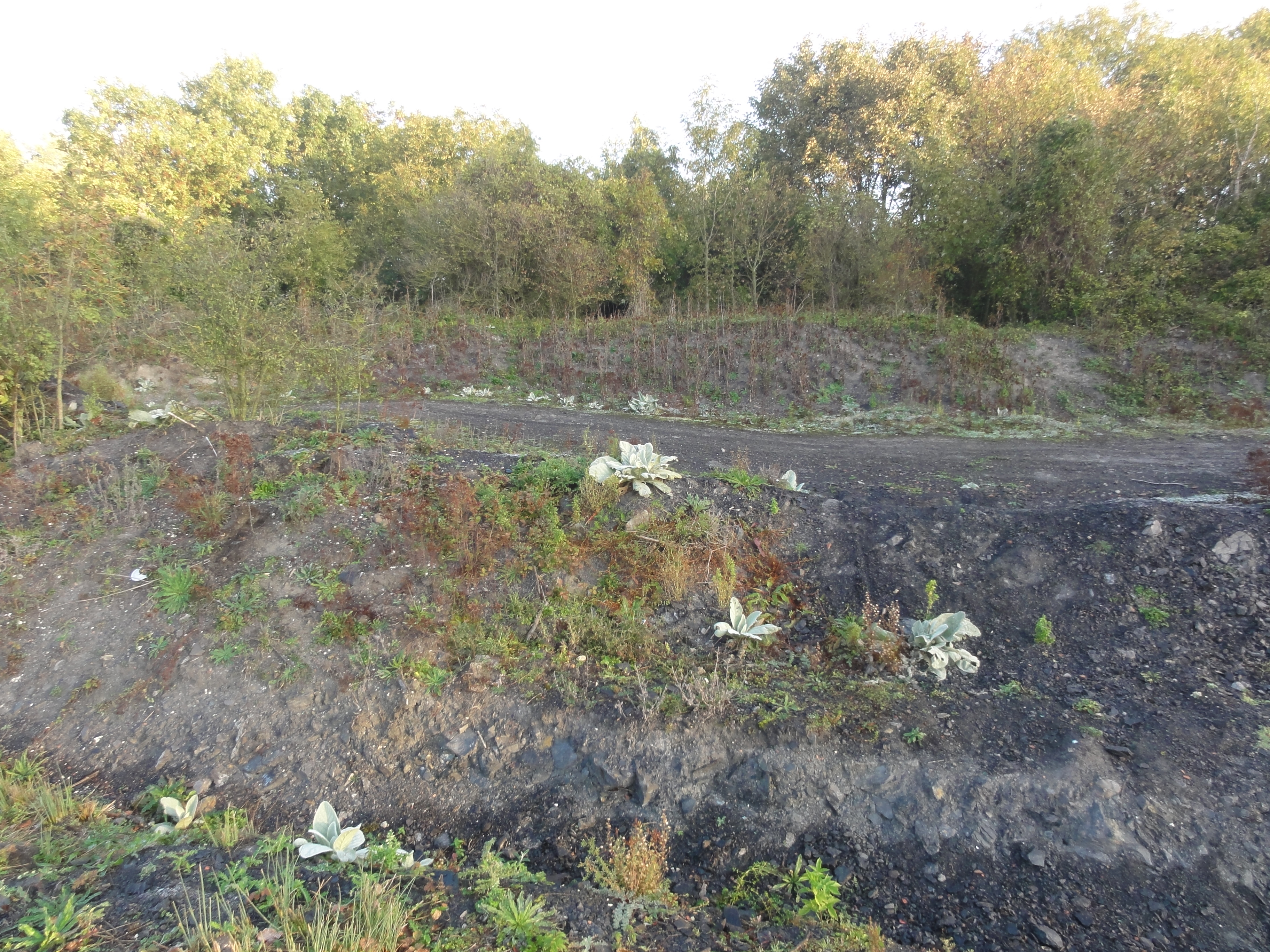
Le terril no 210A.

Le terril no 210, situé à Courrières, est le terril plat de la fosse no 8 - 16. Il a été exploité, et est situé à l'est de la fosse.

### Terrilno210A, 16 - 18 d'Oignies
50° 28′ 21″ N, 2° 57′ 43″ E
Le terril no 210A, situé à Courrières, est le terril plat de la fosse no 8 - 16. Il a été exploité, et est situé au nord de la Deûle.

## Les cités
Des cités relativement petites sont établies à proximité de la fosse.

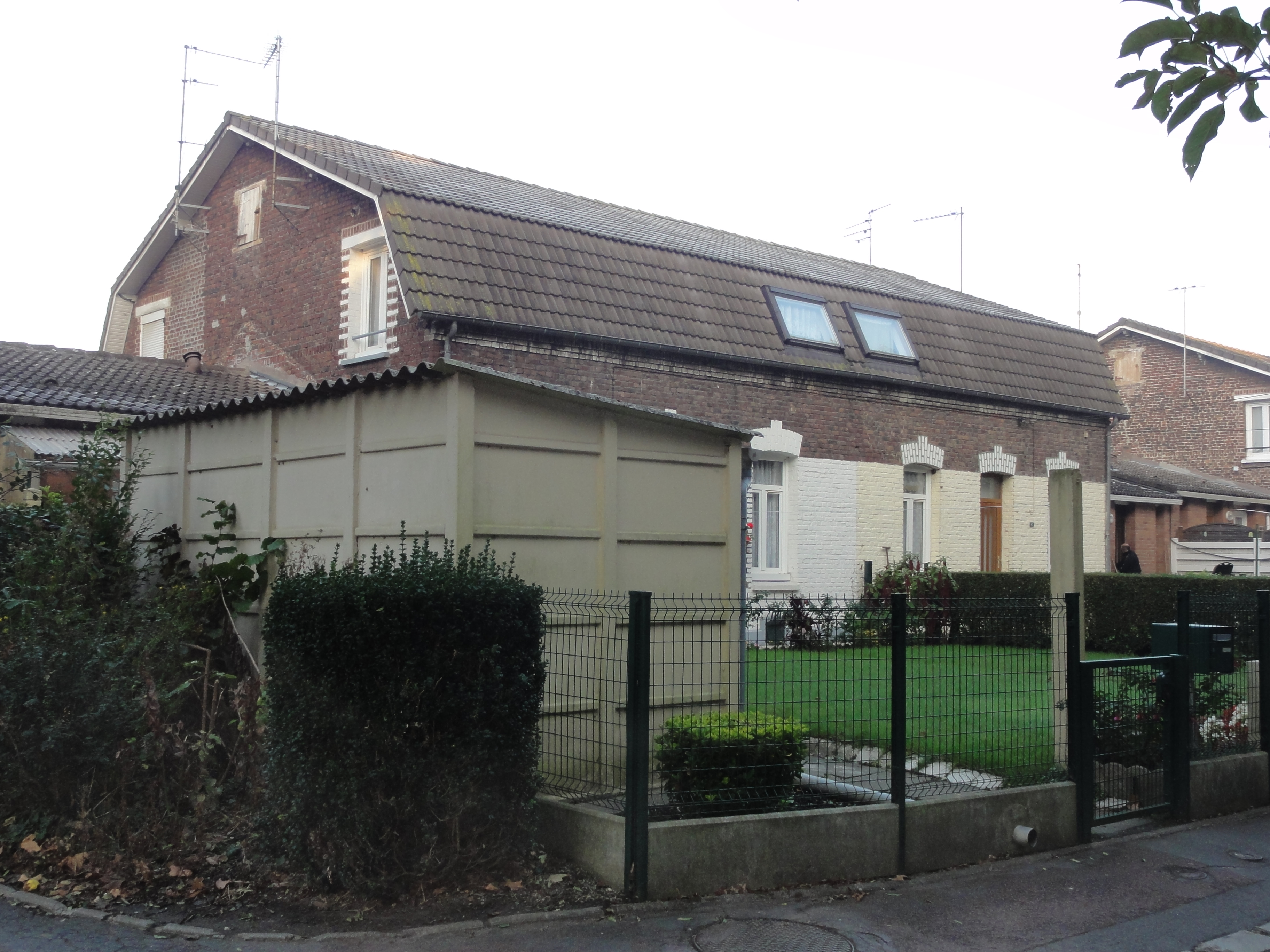
Des habitations.
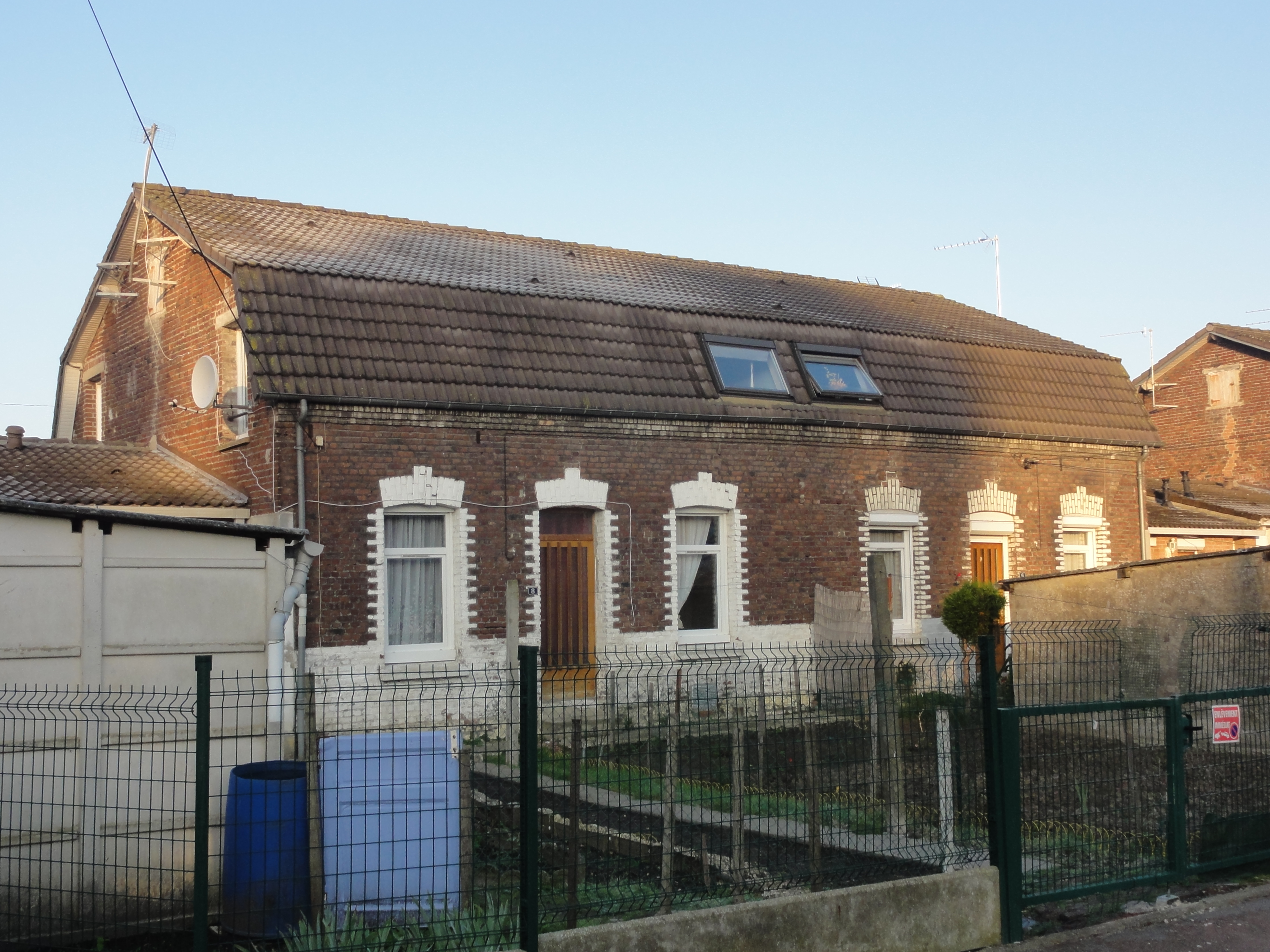
Des habitations.
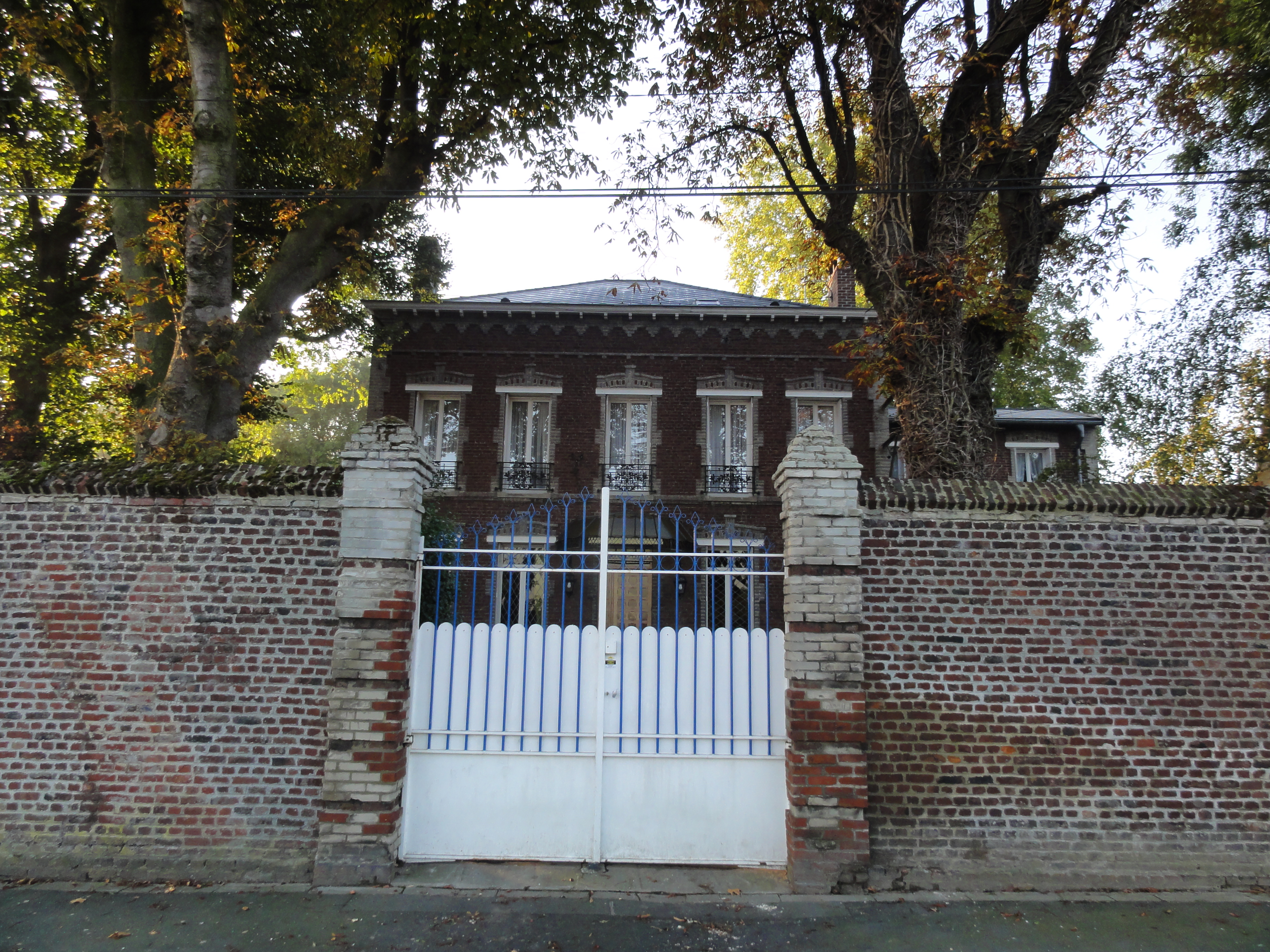
L'habitation du directeur de la fosse.
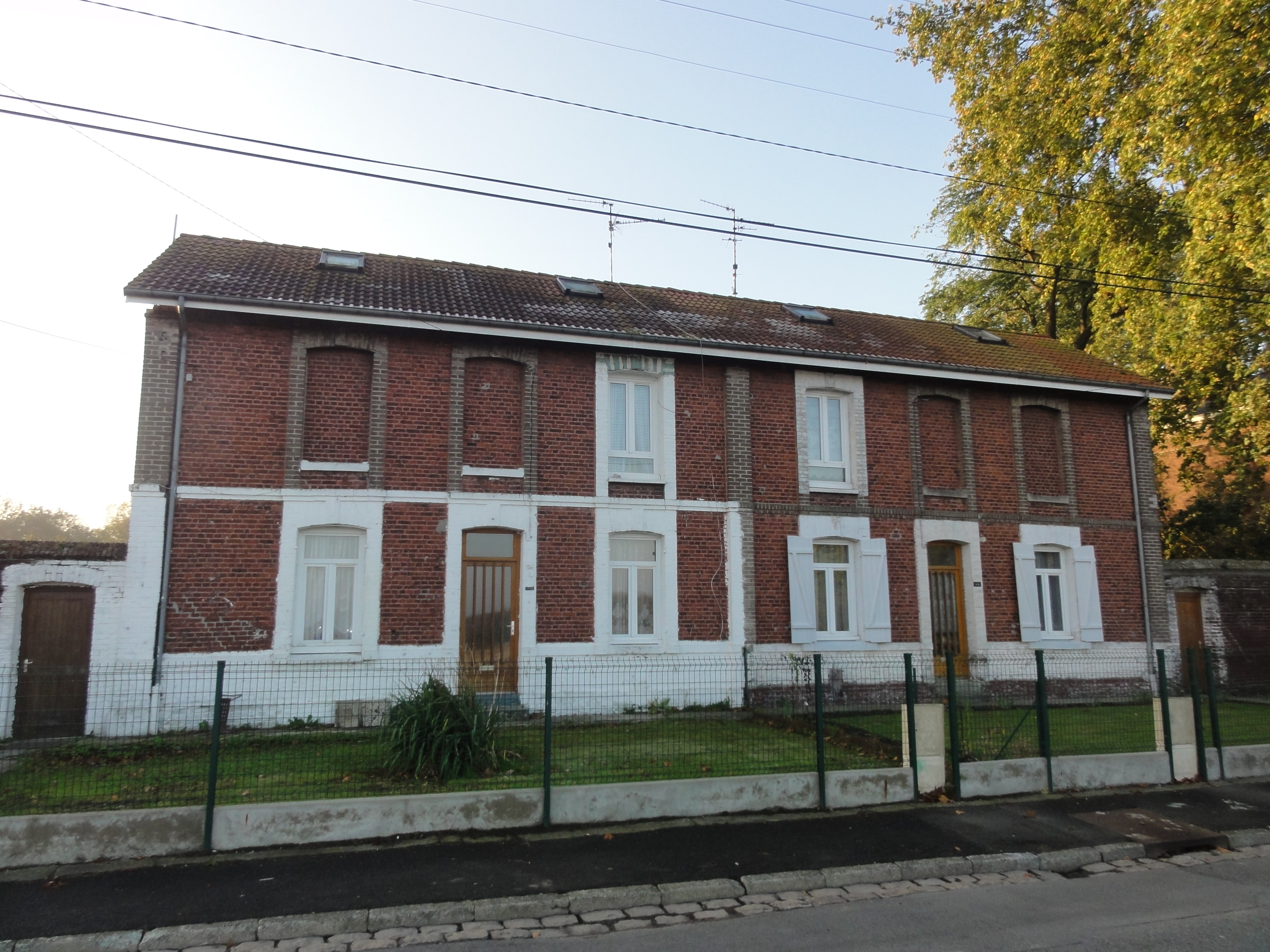
Des habitations.
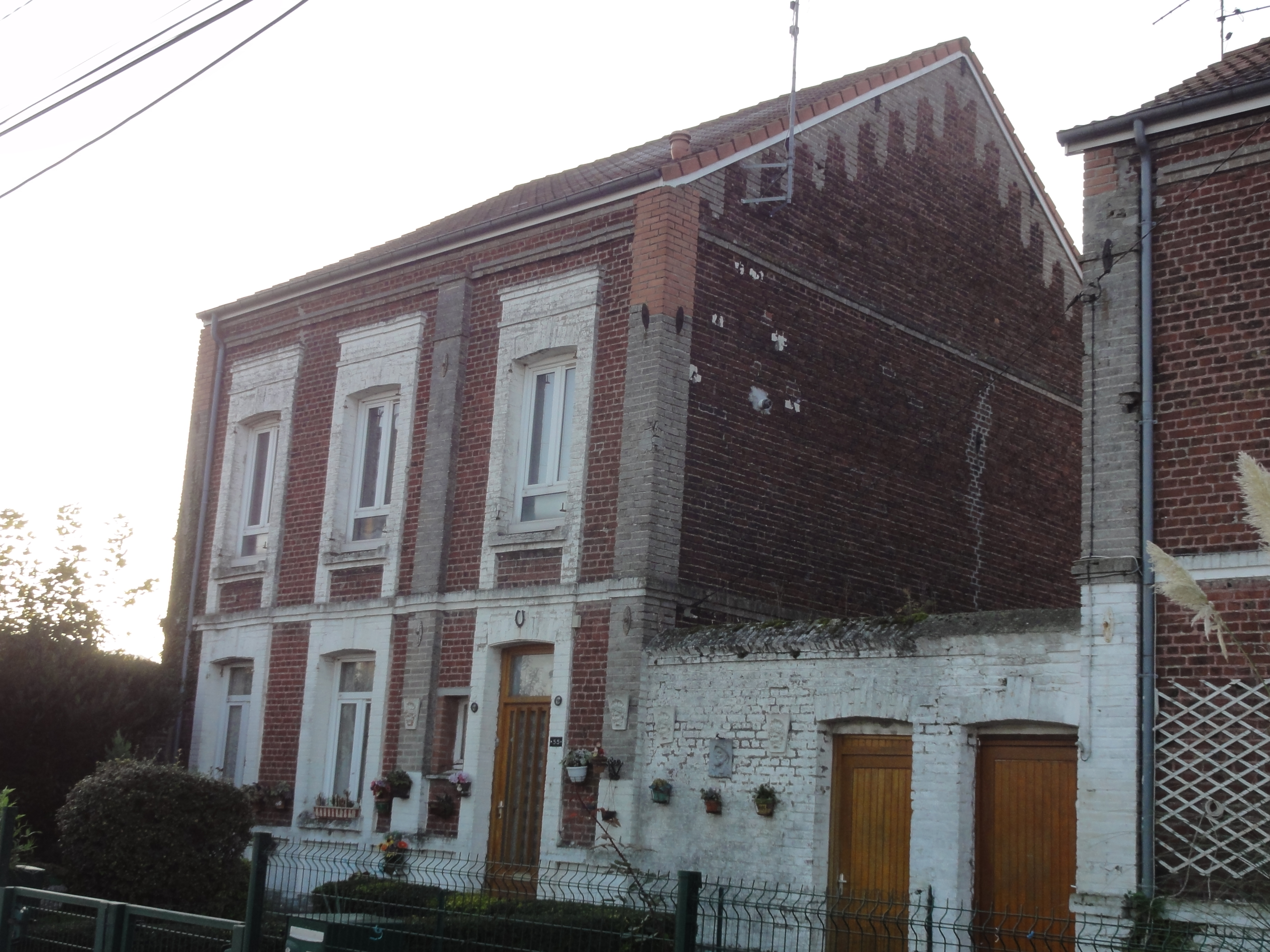
Des habitations.
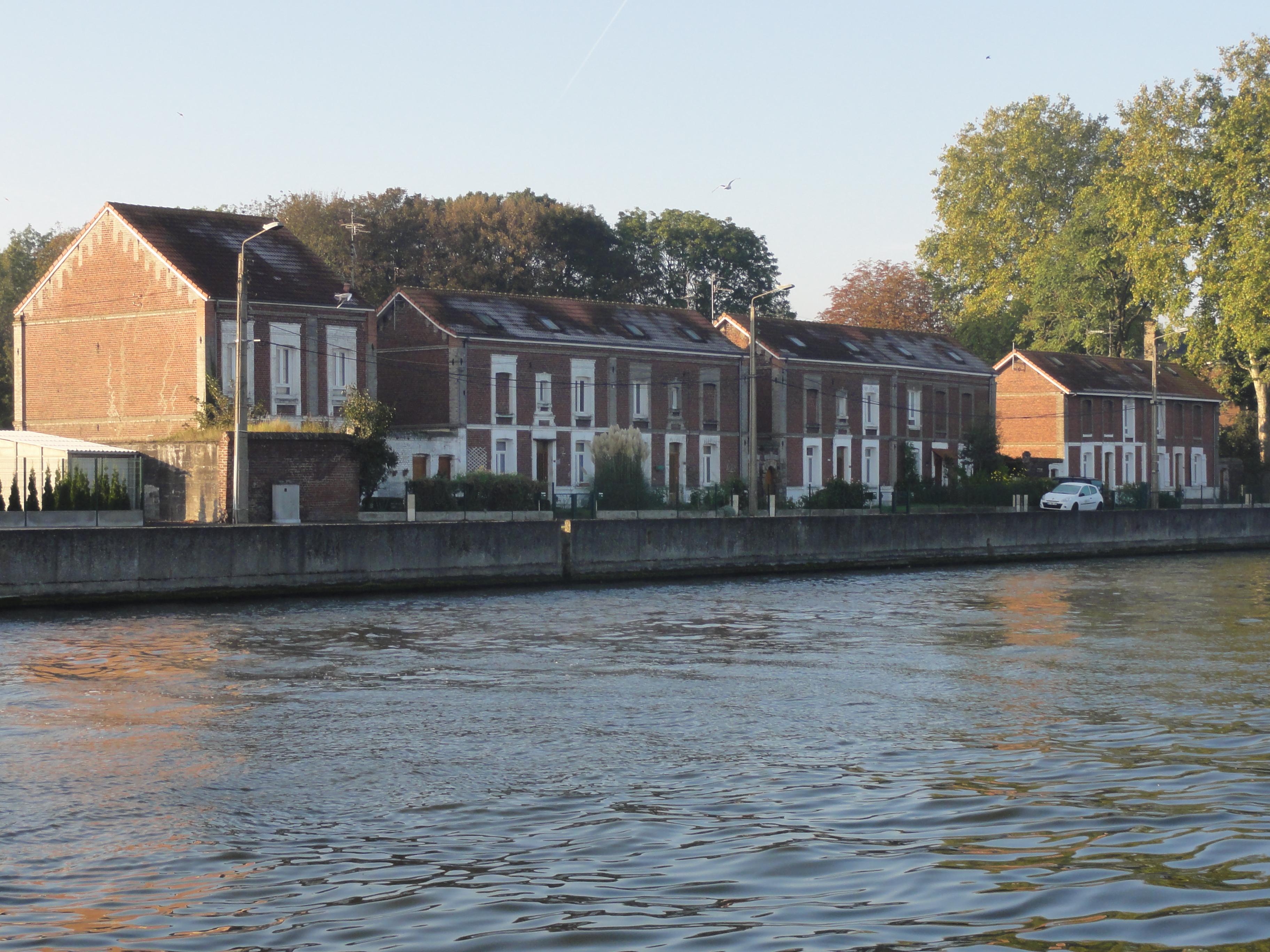
Des habitations.